# Cathalán mac Indrechtaig
Cathalán mac Indrechtaig (zm. 871 r.) – król Ulaidu (Ulsteru) z Leth Cathail, bocznej linii dynastii Dál Fiatach od 857 r. razem z Lethlobarem mac Loingsig z  Dál nAraidi do swej śmierci, 
syn Indrechtacha mac Tommaltaig (zm. 835 r.), wnuka Cathala.
Jego ród Leth Cathail zamieszkiwał baronię Lecale na terenie obecnego hrabstwa Down. Eponimem był pradziadek Cathal mac Muiredaig, prawnuk Máel Coby mac Fíachnai (zm. 647 r.), króla Ulaidu. Jego dziadek Tommaltach mac Cathail (zm. 789 r.) zgłaszał swe pretensje do korony. Jednak został pokonany i zabity w bitwie z kuzynem Eochaidem VI mac Fíachnai (zm. 810 r.). Roczniki z Innisfallen podały, że ojciec Indrechtach mac Tommaltaig był współwładcą Ulaidu. Inne źródła jednak tego faktu nie potwierdzają. 
W 857 r. Cathalán objął tron Ulaidu razem z Lethlobarem II mac Loingsig, królem Dál nAraidi. Panował na Ulaidem, Rządził razem z nim, jako lethrí (współkról, współwładca albo koregent), do swej śmierci. Został zabity zdradziecko za namową arcykróla Áeda VII Findliatha z Północnego Uí Néill. Od tego czasu Lethlobar skupił całą władzę nad Ulaidem w swym ręku. Cathalán prawdopodobnie zmarł bezpotomnie. Ród Leth Cathail był przedłużony w osobie jego brata Máel Mocheirge’a mac Indrechtaig (zm. 896), koregenta Ulaidu (od 893 r.) oraz ojca Cumascacha oraz Andiarana (zm. 893). 